# خلية بطانية جيبانية كبدية
تشكل الخلية البطانية الجيبانية الكبدية (بالإنجليزية: Liver sinusoidal endothelial cell، واختصارًا: LSECs) بطانة أصغر الأوعية الدموية في الكبد، وتسمى أيضًا أشباه الجيوب الكبدية. الخلايا البطانية الجيبانية الكبدية هي خلايا بطانية عالية التخصص مع مورفولوجيا ووظيفة مميزة. يشكلون جزءًا مهمًا من الجهاز الشبكي البطاني.

## البنية
على الرغم من أن الخلايا البطانية الجيبانية للكبد تشكل حوالي 3% فقط من إجمالي حجم خلايا الكبد، لكن سطحها في كبد شخص بالغ طبيعي يبلغ نحو 210 م²، أو ما يقارب حجم ملعب التنس.
يختلف هيكل الخلايا البطانية الجيبانية عن البطانة الأخرى. تحتوي الخلايا على العديد من المسام المفتوحة، أو النوافذ، بأقطار تتراوح من 100 إلى 150 نانومتر. تشغل النوافذ 20% من سطحها وترتب في مجموعات يُشار إليها باسم ألواح الغربال. ترشح السوائل بين التجويف الجيبي ومساحة ديس، تعتبر النوافذ ضرورية لحركة البروتين الدهني بين خلايا الكبد والتجويف الجيبي. تفتقر الخلايا البطانية الجيبانية إلى صفيحة قاعدية منظمة. تحتوي هذه الخلايا على 45% و 17% من الكتلة الكلية للكبد من حويصلات الأحتساء والليزوزومات، وتحتوي على ضعف عدد الحفر المطلية بالكلاثرين لكل وحدة غشاء، مقارنة مع نوعي خلايا الكبد الرئيسية الأخرى، خلايا كوبفر والخلايا الكبدية، التي تعكس نشاط الالتقام الخلوي عالي السعة المتواسط بالكلاثرين للخلايا البطانية الجيبانية.

## الوظائف الفزيولوجية
تلعب الخلايا البطانية الجيبانية دورًا رئيسيًا في إزالة الفضلات المنقولة بالدم. تعبر الخلايا عن مستقبلات الالتقام (الاحتساء) الخلوي التي تتوسط الاستدماج السريع للغاية لجزيئات النفايات. في الجرذان، تم إثبات أن الخلايا البطانية الجيبانية تعبر عن مستقبلات الكنس (إس آر) من الفئة A , B , E و H. هذا الأخير موجود كـSTAB1 (وهي SR-H1) و STAB2 (وهي SR-H2) في الخلايا البطانية الجيبانية. في مثبت الكبد -2، يعبر عن أهم SR بشكل فريد في هذه الخلايا. علاوة على ذلك، تعبر هذه الخلايا أيضًا عن مستويات عالية من مستقبل مانوز البلاعم (MMR) ومستقبل Fc-gamma IIb2 (FcγRIIb2)، وكلاهما نشط للغاية في الالتقام الخلوي بوساطة الكلاثرين مثل المثبتين السابقين. المستقبلات الهامة الأخرى على هذه الخلايا هي L-SIGN (الكبد / العقدة الليمفاوية ICAM-3 القابضة على النان أنتغرين، LSECtin (لكتين الكبد والعقد الليمفاوية الجيبية البطانية من النوع C)، Lyve-1 (الوعاء اللمفاوي مستقبل الهيالورونان البطاني ‐ 1)، و LRP-1 (البروتين المرتبط بمستقبلات البروتين الدهني منخفض الكثافة).
إن قدرة الخلايا البطانية الجيبانية الكانسة للنفايات المنقولة بالدم تحدد دورًا مهمًا لهذه الخلايا في المناعة الفطرية. التعبير الوفير عن المستقبلات مثل FcγRIIb2 الداخلية ومستقبلات التعرف على الأنماط (PRRs)، مثل المستقبلات الشبيهة بالحصيلة (TLRs) وMMR وSRs، بالإضافة إلى التعبير العالي للجزيئات الالتهابية NLRP-1 وNLRP-3 وAIM2 تشير إلى الوظائف المناعية الفطرية لـ الخلايا البطانية الجيبانية. بالإضافة إلى ذلك، تعرض هذه الخلايا ميزات المناعة التكيفية، مما يساهم في التحمل المناعي للكبد.

## الآلية الأمراضية

### تليف الكبد
وجد أن الخلايا البطانية الجيبانية تلعب دورًا في تطور تليف الكبد. يترافق تليف الكبد مع تناقص التثقيب ضمن هذه الخلايا، وظهور صفيحة قاعدية منظمة في مساحة ديس، وهي عملية تسمى تنمي الشعيرات الدموية، والتي تسبق ظهور تليف الكبد. تمنع الخلايا البطانية الجيبانية المتمايزة عادة تنشيط الخلايا النجمية الكبدية وتعزز العودة إلى السكون، في حين أن الخلايا الشعيرية لا تفعل ذلك.

### تصلب الشرايين
يبلغ قطر الشيلوميكرونات التي تنتجها الخلايا الظهارية المعوية من الدهون الغذائية ما يقارب 1000 نانومتر مما يمنعها من المرور عبر نافذة الخلايا البطانية الجيبانية. يتم تقليل حجم الشيلومكرونات المتداولة تدريجيًا إلى بقايا شيلومكرونات بواسطة ليباز البروتين الدهني على الخلايا البطانية للشعيرات الدموية الجهازية. عندما تصبح بقايا الشيلومكرونات صغيرة بدرجة كافية (30-80 نانومتر)، فإنها تمر عبر فتحات الخلايا البطانية الجيبانية، ما يؤدي إلى استقلابها في خلايا الكبد. قد يؤدي انخفاض المسامية، مثلما هو الحال في تليف الكبد أو داء السكري أو الشيخوخة، إلى إطالة البروتين الدهني في الدم بعد الأكل وزيادة مستويات الكوليسترول في الدورة الدموية، مع زيادة خطر الإصابة بتصلب الشرايين.